# Arena Football League 2000
Die Arena-Football-League-Saison 2000 war die 14. Saison der Arena Football League (AFL). Ligameister wurden die Orlando Predators, die die Nashville Kats im ArenaBowl XIV bezwangen.

## Teilnehmende Mannschaften
| Anzahl Mannschaften | 17                                                        |
| ------------------- | --------------------------------------------------------- |
| Neu in der Liga     | Carolina Cobras, Oklahoma Wranglers, Los Angeles Avengers |
| Ausgeschieden       | Portland Forest Dragons                                   |

## Regular Season
| Team                     | Overall | Overall | Overall |
| Team                     | S       | N       | SQ      |
| ------------------------ | ------- | ------- | ------- |
| National Conference      |         |         |         |
| Eastern Division         |         |         |         |
| x-Albany Firebirds       | 9       | 5       | 0.643   |
| y-New England Sea Wolves | 8       | 6       | 0.571   |
| y-Buffalo Destroyers     | 5       | 9       | 0.357   |
| New Jersey Red Dogs      | 4       | 10      | 0.286   |
| Southern Division        |         |         |         |
| x-Orlando Predators      | 11      | 3       | 0.786   |
| y-Nashville Kats         | 9       | 5       | 0.643   |
| y-Tampa Bay Storm        | 8       | 6       | 0.571   |
| Florida Bobcats          | 3       | 11      | 0.214   |
| Carolina Cobras          | 3       | 11      | 0.214   |
| American Conference      |         |         |         |
| Central Division         |         |         |         |
| x-Iowa Barnstormers      | 9       | 5       | 0.643   |
| y-Milwaukee Mustangs     | 7       | 7       | 0.500   |
| y-Grand Rapids Rampage   | 6       | 8       | 0.429   |
| Houston Thunderbears     | 3       | 11      | 0.214   |
| Western Division         |         |         |         |
| x-San Jose SaberCats     | 12      | 2       | 0.857   |
| y-Arizona Rattlers       | 12      | 2       | 0.857   |
| y-Oklahoma Wranglers     | 7       | 7       | 0.500   |
| Los Angeles Avengers     | 3       | 11      | 0.214   |

Legende:
| Siege              | Niederlagen           | Unentschieden      | SQ gewonnene Spiele (relativ) |
| P+ gemachte Punkte | P- gegnerische Punkte | x = Division Titel | y = Playoffs erreicht         |

## Playoffs
|  | Wild Card Round | Wild Card Round |             |           | Viertelfinale | Viertelfinale |    |  | Halbfinale | Halbfinale |  |  | ArenaBowl XIV | ArenaBowl XIV |
|  |                 |                 |             |           |               |               |    |  |            |            |  |  |               |               |
|  |                 |                 |             |           |               |               |    |  |            |            |  |  |               |               |
|  |                 |                 |             |           |               |               |    |  |            |            |  |  |               |               |
|  | San Jose        | 63              |             |           |               |               |    |  |            |            |  |  |               |               |
|  | San Jose        | 63              | New England | 38        |               |               |    |  |            |            |  |  |               |               |
|  |                 | Oklahoma        | New England | 38        | 40            |               |    |  |            |            |  |  |               |               |
|  | Oklahoma        | Oklahoma        | 52          |           | 40            | San Jose      | 42 |  |            |            |  |  |               |               |
|  | Oklahoma        |                 | 52          |           |               | San Jose      | 42 |  |            |            |  |  |               |               |
|  |                 |                 |             | Nashville | 51            |               |    |  |            |            |  |  |               |               |
|  | Iowa            | 56              |             | Nashville | 51            |               |    |  |            |            |  |  |               |               |
|  | Iowa            | 56              | Nashville   | 57        |               |               |    |  |            |            |  |  |               |               |
|  |                 | Nashville       | Nashville   | 57        | 63            |               |    |  |            |            |  |  |               |               |
|  | Grand Rapids    | Nashville       | 14          |           | 63            | Nashville     | 38 |  |            |            |  |  |               |               |
|  | Grand Rapids    |                 | 14          |           |               | Nashville     | 38 |  |            |            |  |  |               |               |
|  |                 |                 |             | Orlando   | 41            |               |    |  |            |            |  |  |               |               |
|  | Orlando         | 34              |             | Orlando   | 41            |               |    |  |            |            |  |  |               |               |
|  | Orlando         | 34              | Tampa Bay   | 72        |               |               |    |  |            |            |  |  |               |               |
|  |                 | Tampa Bay       | Tampa Bay   | 72        | 24            |               |    |  |            |            |  |  |               |               |
|  | Milwaukee       | Tampa Bay       | 64          |           | 24            | Orlando       | 56 |  |            |            |  |  |               |               |
|  | Milwaukee       |                 | 64          |           |               | Orlando       | 56 |  |            |            |  |  |               |               |
|  |                 |                 |             | Arizona   | 44            |               |    |  |            |            |  |  |               |               |
|  | Albany          | 50              |             | Arizona   | 44            |               |    |  |            |            |  |  |               |               |
|  | Albany          | 50              | Arizona     | 41        |               |               |    |  |            |            |  |  |               |               |
|  |                 | Arizona         | Arizona     | 41        | 53            |               |    |  |            |            |  |  |               |               |
|  | Buffalo         | Arizona         | 34          |           | 53            |               |    |  |            |            |  |  |               |               |
|  | Buffalo         |                 | 34          |           |               |               |    |  |            |            |  |  |               |               |

### ArenaBowl XIV
Der ArenaBowl XIV wurde am 20. August 2000 in der Amway Arena in Orlando, Florida ausgetragen. Das Spiel verfolgten 15.898 Zuschauer.
ArenaBowl MVP wurde Connell Maynor (Orlando Predators)

## Regular Season Awards
| Award                | Gewinner       | Position                 | Team               |
| -------------------- | -------------- | ------------------------ | ------------------ |
| Most Valuable Player | Connell Maynor | Quarterback              | Orlando Predators  |
| Ironman of the Year  | Hunkie Cooper  | Wide Receiver/Linebacker | Arizona Rattlers   |
| Coach of the Year    | Darren Arbet   | Coach                    | San Jose SaberCats |

## Zuschauertabelle
| Team                   | Zuschauerschnitt |
| ---------------------- | ---------------- |
| Albany Firebirds       | 10.049           |
| Arizona Rattlers       | 14.022           |
| Buffalo Destroyers     | 7.048            |
| Carolina Cobras        | 13.232           |
| Florida Bobcats        | 2.785            |
| Grand Rapids Rampage   | 8.424            |
| Houston ThunderBears   | 3.396            |
| Iowa Barnstormers      | 10.230           |
| Los Angeles Avengers   | 11.032           |
| Milwaukee Mustangs     | 13.079           |
| Nashville Kats         | 11.895           |
| New England Sea Wolves | 6.128            |
| New Jersey Red Dogs    | 4.413            |
| Oklahoma Wranglers     | 10.067           |
| Orlando Predators      | 12.148           |
| San Jose SaberCats     | 13.648           |
| Tampa Bay Storm        | 11.911           |
| Ligadurchschnitt       | 9.618            |